# Tarabai (ort)
Tarabai är en ort i Brasilien.   Den ligger i kommunen Tarabai och delstaten São Paulo, i den södra delen av landet, 800 km sydväst om huvudstaden Brasília. Tarabai ligger 452 meter över havet och antalet invånare är 6 605.
Terrängen runt Tarabai är huvudsakligen platt. Tarabai ligger uppe på en höjd. Närmaste större samhälle är Pirapozinho, 6,8 km öster om Tarabai.
Trakten runt Tarabai består i huvudsak av gräsmarker. Runt Tarabai är det ganska tätbefolkat, med 58 invånare per kvadratkilometer.